# 9197 Endo
A 9197 Endo (ideiglenes jelöléssel 1992 WH8) a Naprendszer kisbolygóövében található aszteroida. Masanori Hirasawa és Shohei Suzuki fedezte fel 1992. november 24-én.